# Mocăniță

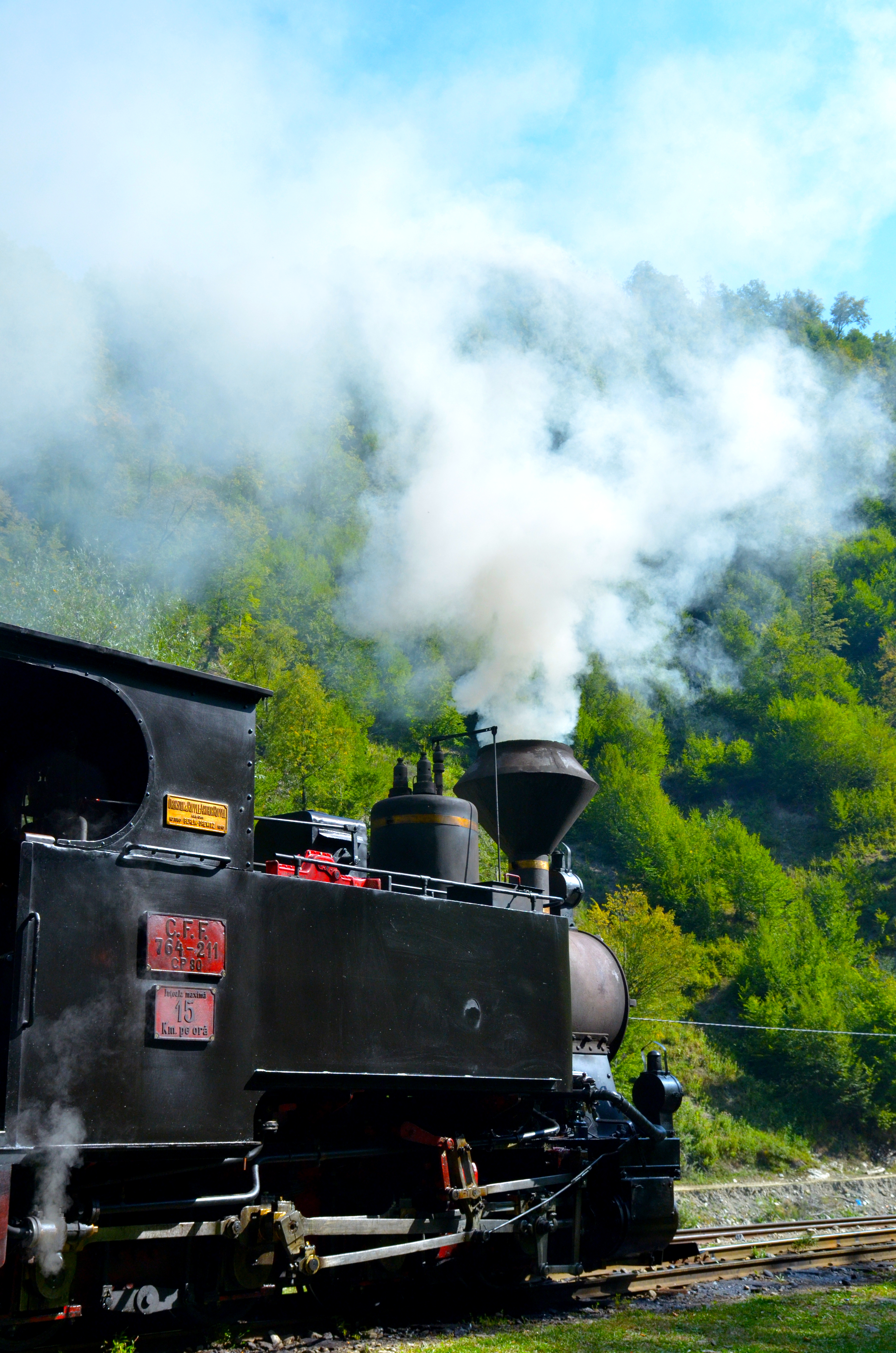
Une Mocăniță dans la Valea Vaserului.

Une Mocăniță est un chemin de fer à voie étroite en Roumanie (notamment dans le Maramureș, la Transylvanie et la Bucovine). Typiquement, les Mocăniță sont situées dans des zones montagneuses et les locomotives qui y circulent (qui peuvent elles-mêmes être appelées mocăniță) sont à vapeur. Ces chemins de fer ont été construits pour le transport de marchandises et de passagers – certains à l’époque de l’Empire austro-hongrois, avant 1918 – mais sont tombés en désuétude au fil des ans. Certains sont aujourd'hui en cours de réhabilitation à des fins touristiques.

## Étymologie
Le mot mocăniță est un terme affectueux, dérivé du mot roumain mocan, qui signifie berger ou celui qui vit dans les montagnes, et suffixé au féminin et au diminutif. Il a également été suggéré que ce nom pourrait signifier « machine à café », à cause de la ressemblance entre les petites locomotives et une machine à café en train de fumer.

## Mocănița de la Vallée de la Vaser

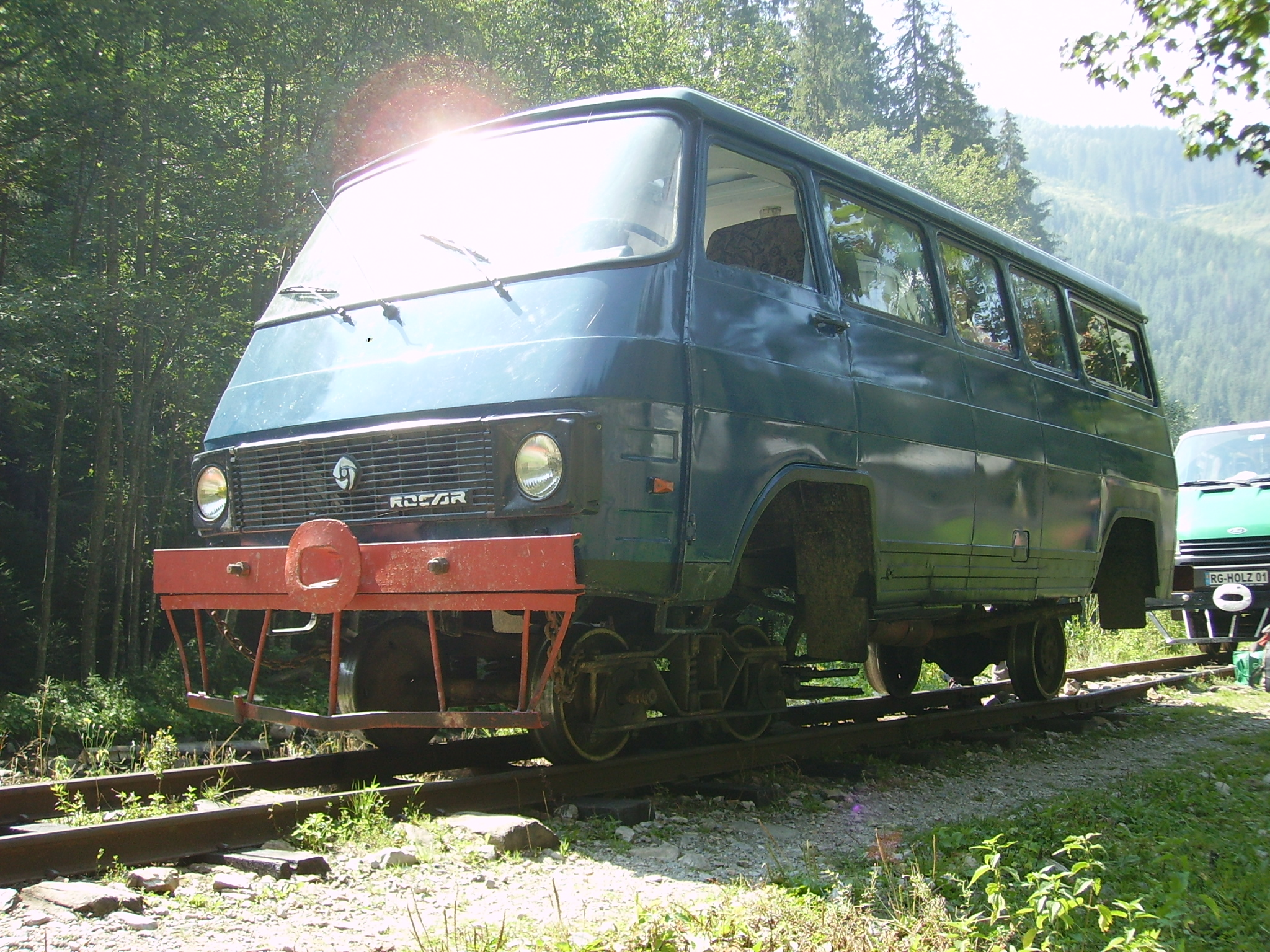
Un monospace Rocar sur rails.

La mocăniță la plus connue circule dans la vallée de la Vaser, dans le département de Maramureș. Ce chemin de fer a été construit entre 1933 et 1935 et utilise un écartement de 760 mm. Partiellement détruite par les troupes allemandes pendant la Seconde Guerre mondiale, elle a été depuis reconstruite. Elle sert principalement à l'exploitation forestière, et continue de l'être, mais en 2004, des travaux de réhabilitation ont débuté pour la transformer en attraction touristique. Un Suisse passionné, arrivé en Roumanie en 1987, a grandement contribué à cette transformation en créant une association pour la sauvegarde du chemin de fer : Hilfe für die Wassertalbahn in Rumänien.
Plusieurs locomotives à vapeur sont utilisées : la 764-211 (Măriuța) a été construite à Berlin par Orenstein & Koppel en 1910 ; la 763-193 (Krauss) a également été construite en Allemagne, en 1921 ; cinq locomotives roumaines construites à Reșița entre 1953 et 1955 circulent également sur les rails. Des moteurs diesel (construits dans les années 1960-1970) et d'autres véhicules tels que des mini-fourgonnettes converties circulent également sur les lignes. Ces derniers sont utilisés par la police des frontières, les gardes forestiers et d'autres pour se déplacer rapidement dans les montagnes.
Les voies partent de Vișeu de Sus, d'une gare de triage sur Strada AI Cuza, 1.5 km au nord du centre-ville. La ligne principale fait 43 km de long, de Vișeu de Sus à Comanu, près de la frontière ukrainienne (anciennement polonaise), bien que le service puisse également s'arrêter à Faina. Le voyage dure généralement entre 3 et 4 heures dans chaque sens.
Il existe deux autres branches : le long de la vallée de Novăț (13 km) et vers Stevioara (3 km). La vallée de la Vaser est un endroit pittoresque, l'habitat de nombreux ours et cerfs, ainsi que de nombreux bovins et moutons. La ligne est gérée par une entreprise privée, Căile Ferate Forestiere (de) (CFF). En plus des services réguliers, des trains peuvent être empruntés par les touristes ; des services spéciaux sont également proposés, par exemple pour le réveillon du Nouvel An.

## Autres mocănițăs

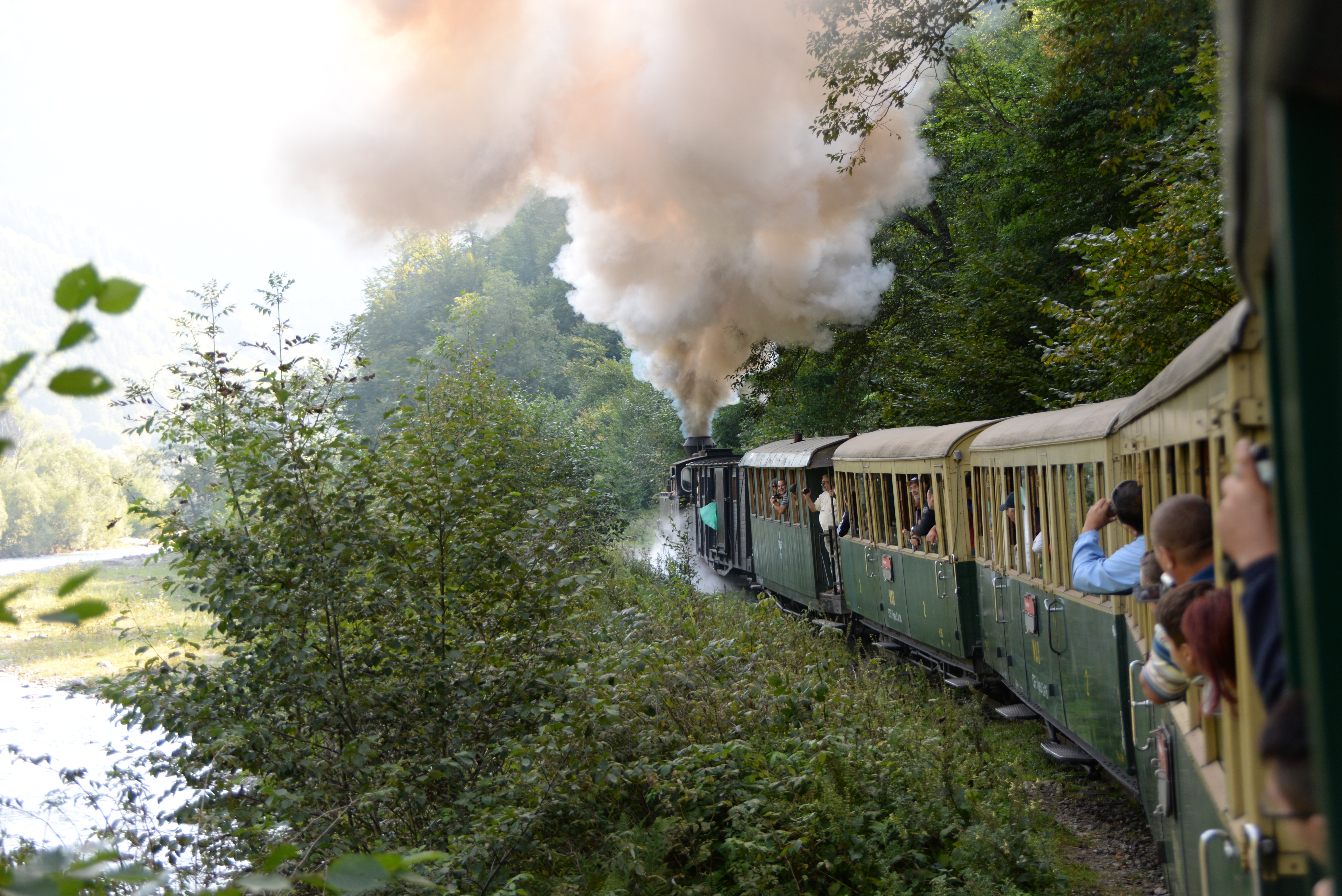
Train mixte à voie étroite à Vișeu de Sus, septembre 2014.

- Dans les monts Apucènes, dans la région de la vallée d'Arieș du comté d'Alba. Des trains circulent désormais sur la section Abrud - Câmpeni de cette ligne ; il est prévu qu'à l'avenir ils circuleront d'Abrud à Turda. Lorsqu'il est exploité comme un chemin de fer non touristique, le temps de trajet du 93 km pour 6 heures et demie.
- La ligne de chemin de fer d'Agnita (en), classée monument historique[2].
- De Covasna à Comandău dans le comté de Covasna. Les derniers voyages réguliers ont eu lieu en 1999, mais une association a été créée en 2002 pour sauver le train et plusieurs voyages ont été effectués depuis.
- De Crișcior à Brad dans le comté de Hunedoara. La ligne est actuellement classée au patrimoine historique et utilisée pour le tourisme pendant les vacances[3].